# Гулов Владислав Олегович
Владисла́в Оле́гович Гу́лов (6 грудня 1991, м. Гуляйполе Запорізької області — 19 грудня 2022, Донецька область) — український військовий льотчик, учасник російсько-української війни.

## Біографія
Народився 6 грудня 1991 році в місті Гуляйполе Запорізької області. Закінчив Запорізький ліцей з посиленою військово-фізичною підготовкою «Захисник» (2009). У 2013 році закінчив Харківський національний університет повітряних сил України імені Івана Кожедуба. Після випуску проходив службу в 16 окремій бригаді армійської авіації в м. Броди. Брав участь в миротворчих місіях в ДР Конго. З 2014 року брав участь в АТО.
З початком російського вторгнення в Україну Владислав Гулов зі своїм екіпажем на вертольоті Мі-8 виконував бойові завдання. Він здійснив понад 1000 бойових вильотів знищив велику живу силу противника. Загинув 19 грудня 2022 року на Донецькому напрямку під час виконання військового завдання разом загинув підполковник Олександр Зубач .
Похований 27 грудня 2022 року в місті Броди Львівської області. У Владислава залишилися дружина, мати, батько та брат.

## Нагороди
- Орден Богдана Хмельницького ІІ ступеня (23 лютого 2023, посмертно) — за особисту мужність і самовідданість, виявлені у захисті державного суверенітету та територіальної цілісності України, вірність військовій присязі[3]
- Орден Богдана Хмельницького ІІІ ступеня (7 листопада 2022) — за особисту мужність і самовіддані дії, виявлені у захисті державного суверенітету та територіальної цілісності України, вірність військовій присязі[4]
- Медаль «За військову службу Україні» (31 березня 2022) — за особисту мужність і самовіддані дії, виявлені у захисті державного суверенітету та територіальної цілісності України, вірність військовій присязі[5]
- Медаль за 10 років сумлінної служби
- Пам'ятний нагрудний знак «Воїн-миротворець»
- Нагрудний знак «Учасник АТО»
- Медаль ООН